# Callochiton
Callochiton är ett släkte av blötdjur som beskrevs av Gray 1847. Callochiton ingår i familjen Ischnochitonidae.

## Dottertaxa tillCallochiton, i alfabetisk ordning[1][2]
- Callochiton bayeri
- Callochiton bouveti
- Callochiton calcatus
- Callochiton christamariae
- Callochiton cinnabaris
- Callochiton clausadeae
- Callochiton crocinus
- Callochiton dentatus
- Callochiton deshayesi
- Callochiton elongatus
- Callochiton empleurus
- Callochiton euplaeae
- Callochiton foveolatus
- Callochiton gaussae
- Callochiton herberti
- Callochiton jeareyae
- Callochiton kapitiensis
- Callochiton klemi
- Callochiton klemioides
- Callochiton levatus
- Callochiton longispinosus
- Callochiton mayi cottoni
- Callochiton mayi mayi
- Callochiton mortenseni
- Callochiton multidentatus
- Callochiton mumuena
- Callochiton neocaledonicus
- Callochiton oligosulculatus
- Callochiton perscrutandus
- Callochiton princeps
- Callochiton puniceus
- Callochiton rufus
- Callochiton schilfi
- Callochiton septemcostatus
- Callochiton septemvalvis
- Callochiton steinenii
- Callochiton sublaevis
- Callochiton subsulcatus
- Callochiton sulcatus
- Callochiton sulculatus
- Callochiton vanninii